# フクちゃん部隊出撃の歌
「フクちゃん部隊出撃の歌」は、1944年10月20日に日蓄工業（ニッチク）からSP盤で発売された朝日映画社製アニメーション映画『フクチャンの潜水艦』の主題歌、およびそのレコード。レコード番号は100873。アニメ作品のために作られた楽曲としてレコード化された最初期の作品。

## 収録曲
1. フクちゃん部隊出撃の歌
作詞：米山忠雄　作曲：服部逸郎　歌：酒井弘　演奏：日蓄管絃樂團
2. 潜水艦の臺所
作詞：横山隆一　作曲：服部逸郎　歌：ロッパ　演奏：日蓄管絃樂團

## 備考
- 丘灯至夫は、「このころ朝日新聞連載の横山隆一の漫画『フクちゃん』は全国の子供たちの人気者だったが、『フクちゃん』さえも軍への協力にしりごみすることはできなかった」と評している[1]。
- 主題歌よりもロッパの歌う挿入歌「潜水艦の台所」の方がヒットした。
- 「潜水艦の台所」は『サブマリン707』でも劇中に使用され、今でも有名。
- どちらの曲もオムニバス盤でCD化されている。

## 収録CD
フクちゃん部隊出撃の歌
- 『軍歌・戦時歌謡大全集（八）映画主題歌集（二）』（1995年6月1日、日本コロムビア）

潜水艦の臺所
- 『SP復刻による日本映画主題歌集5 戦前編 1941〜44』（1995年9月30日、日本コロムビア）
- 『古川ロッパ傑作集』（2010年1月16日、ブリッジ。製造：日本コロムビア）